# Picigin

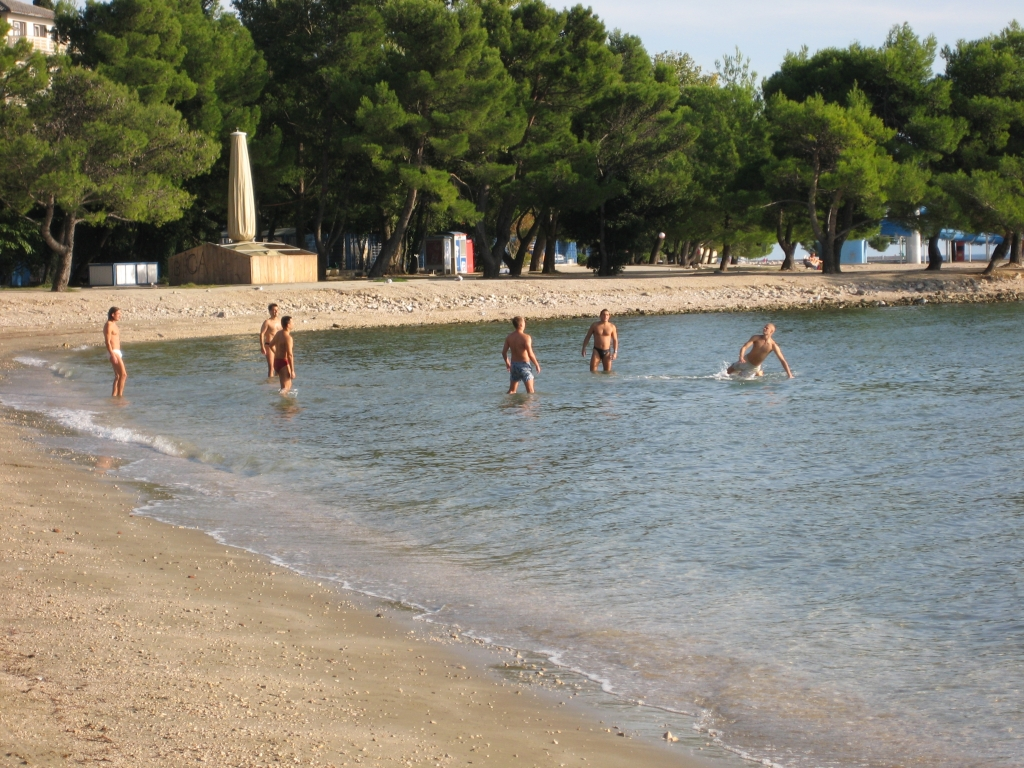
Picigin in Crikvenica

Picigin ist eine Sportart, bei der sich maximal fünf Spieler einen Balun (Ball) im seichten Meerwasser gegenseitig zuwerfen. Dabei gibt es keine strikten Regeln, die über den Ausgang (Sieg/Niederlage) eines Spieles entscheiden.

## Entstehungslegende
Im Jahre 1908 brachten kroatische Studenten aus Prag Wasserball nach Split.
Das neue Spiel fand bei den Splitern schnell Gefallen, konnte jedoch nicht am bekanntesten Strand Bačvice gespielt werden. Die Küste besteht dort aus weiten flachen Stellen, was Schwimmen nicht möglich macht. Im tiefen Wasser ist der Wellengang sehr stark, was die Spliter zwang im Seichten zu spielen. Man nimmt heute an, dass Wasserball aufgrund dieser geographischen Bedingungen und Regeländerungen zum Picigin wurde und sich an der gesamten Adria ausbreitete.
Die linguistische Herkunft von Picigin ist unklar. Man vermutet jedoch, dass Picigin vom dalmatinischen pizzicato abstammt.

## Regeln
Es wird mit fünf Spielern gespielt. Davon sind zwei Sidruni (koat. sidro Anker; fixe Spieler) und die restlichen drei Springer. Die Spieler stellen sich in der Form eines Fünfecks ca. sechs Meter voneinander entfernt auf. Die Sidruni machen die Angaben mit dem Balun. Die ersten Angaben sind meist einfach anzunehmen, um den Rhythmus des Spieles zu finden.
Dabei ist es wichtig, den Ball mit der flachen Hand zu treffen und je nach Möglichkeit beide Hände zu benutzen, was die Aufschlagsfläche erhöht. Der Ball wird später mit Absicht so gespielt, dass die Annahme erschwert wird. Das Springen und Fallen dabei macht den Reiz des Spieles aus, da es keine Punkte gibt, die über den Ausgang entscheiden.
Der Balun ist meist ein umgebauter Tennisball. Die Filzschicht wird mit einem scharfen Messer abgezogen. Es werden noch einige Millimeter Gummi abgeschabt, um den Balun leichter und flugfähiger zu machen. Diese Eigenschaften gaben ihm seine Namen Balun (dalmatinisch: „Ballon“). Der Balun wurde von Emil Giosento, einem Picigin-Spieler in den 1960er Jahren, erfunden. Andere Bälle für Picigin wurden auf den Stränden ungern gesehen, da sie eine Verletzungsgefahr darstellen.

### Spielfeld
Picigin wird vorwiegend im flachen Wasser an einem Sandstrand gespielt. Denn von allen anderen Strandarten (Kies oder Felsen) ist aufgrund der Wahrscheinlichkeit von Verletzungen abzuraten.
Die optimale Tiefe des Wassers sollte 10–20 cm betragen bzw. dem Spieler nur bis zu den Knien reichen. Dadurch soll zum einen Agilität im Wasser gewährleistet und zum anderen Stürze abgefedert werden können.

## Traditionen in Kroatien

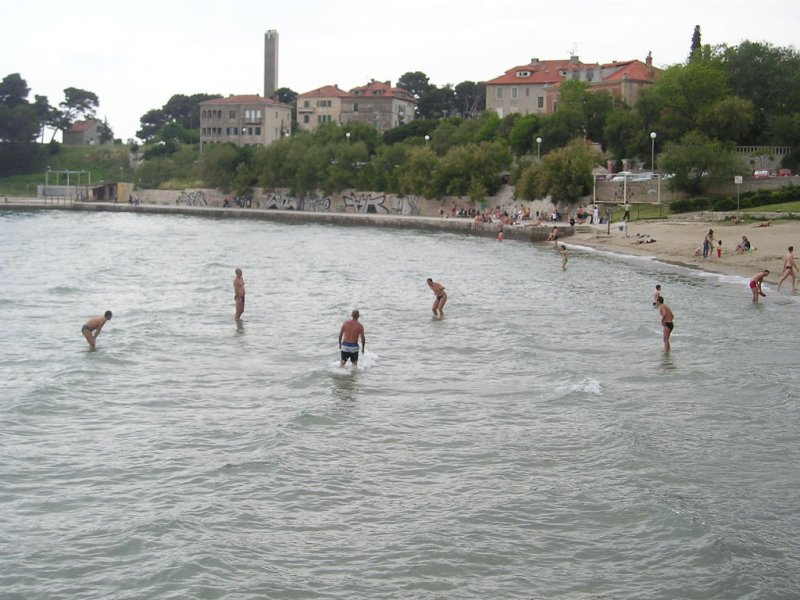
Picigin-Spieler am Baćvice Strand in Split

Picigin wird in Split seit mehr als 90 Jahren am Neujahrstag trotz des kalten Meerwassers gespielt. In Anlehnung auf diese alte Tradition wurde 2005 eine Flutlichtanlage auf dem Urstrand des Picigin aufgestellt, um auch das Spielen bei Nacht zu ermöglichen. Es findet alljährlich eine Weltmeisterschaft in Picigin in Split (kroat. / dalmat. Prvenstvo svita u Piciginu) statt.
Im Jahr 2007 erklärte der kroatische Kultusminister Božo Biškupić Picigin zum Kulturgut Kroatiens.

### Ergebnisse der Weltmeisterschaften
Jahr:        1. Platz;       2. Platz;     3. Platz
2010:        A1;             Sunčanica;    FESB
2009:        Sunčanica;      FESB         Umjetnici
2008:        Sunčanica;
2007:        Sunčanica